# DAK47
DAK47とは韓国のダサンにて開発されたAKMを正確にコピーした銃器である。
ダサンは自動車の部品などの機械部品を製造する民間企業だが、1996年以降には警察向けに銃器の生産を開始しておりその一環としてDAK47が開発された。

## 構成
DAK47は名称にAK47と含まれているが実際にはAKMのコピーである。基本となるDAK47Wはソビエト連邦製の純正AKMと仕様に明確な差異はなく、プレス加工で製造されたレシーバーに木製の固定銃床とハンドガード、プラスチック製のグリップを備えている。

## 派生型

### DAK47W
DAK47の基本モデルで最もAKMに近いモデル。木製固定銃床とハンドガード、プラスチック製のグリップを備えている。

### DAK47P
DAK47の近代化モデル。銃床を伸縮調整・折りたたみ可能のマグプル製ZHUKOV-Sに変更し、ハンドガードもマグプル製のZHUKOVハンドガードに交換、グリップもマグプル製のMOE-K2 AK47/AK74に変更しており人間工学が向上している。各パーツを変更しているためピカティニーレールの使用が可能になり拡張性も向上している。レシーバーカバーはDAK47Wから変更されてないため照準器の搭載はできない。

### DAK47A
DAK47の近代化モデル。ハンドガードを4面ピカティニーレールを備えたSRVVクワッドレールハンドガードに変更し、レシーバーカバー上にポーランドなどで見られるフロントトラニオンに固定することで精度悪化を避けたまま照準器搭載が可能な特別なピカティニーレールが追加されている。グリップと銃床はDAK47Wから変更されていない。

### MPK-RK 7.62
DAK47のフィンランド向け近代化モデル。ハンドガードを4面ピカティニーレールを備えたものに変更、銃床を伸縮調整可能なものに変更、グリップをマグプル製のMOE-K2 AK47/AK74に変更している。
MPK-RK 7.62はフィンランド軍向けではなく予備兵や民間人の訓練機関であるフィンランド国防訓練協会(略：MPK)に向けて2020年に配備予定だったが新型コロナウイルスの流行によりフィンランドの関税機関が滞り、遅れて最近になって配備が開始された。また前述の通り軍事機関ではなく準備軍事機関での使用なのでセミオートのみである。